# なんとなく。
「なんとなく。」は、SHISHAMOの10作目の配信限定シングルで通算20作目のシングル。2022年8月31日にGOOD CREATORS RECORDS / UNIVERSAL SIGMAからリリースされた。

## 楽曲解説
- 前作「ハッピーエンド」から約1ヶ月ぶりのシングル。
- ダメな恋愛をしていることに自分で「なんとなく」気付きながら、二人の未来に希望を捨てられない主人公の恋心を、メロウなロックサウンドで表現した楽曲[1]。宮崎は「大人なSHISHAMOを出せたらと思って作った曲」だと話している[2]。
- 音に関しては、この曲も前作「ハッピーエンド」も上モノを極力入れず3ピースで表現できることを追求するという『SHISHAMO 7』からの流れにあるという[3]。
- リリース日の8月31日、リリック・ビデオがYouTubeでプレミア公開された。宮崎が描き下ろしたイラストで組み立てられた作品で、男女が手を繋いでいるイラストからスタートし、二人の手だけでストーリーが進行する[4]。

## 収録アルバム
- 『SHISHAMO 8』